# Marcel Remacle
Marcel Remacle (* 16. Januar 1926 in Namur; † 16. Dezember 1999) war ein belgischer Comiczeichner.
Marcel Remacle war von Haus aus gelernter Damenfriseur und verkaufte nach 1946 als Autodidakt nebenher Cartoons an belgische Zeitschriften. 1955 fand er auf diese Weise eine Anstellung im Verlag Dupuis und veröffentlichte dort im Magazin Spirou ab 1956 den Comic Bobosse (dt. „Tuffi“, eine Episode im Kauka-Magazin Pepito) um einen fliegenden Hund. Die Serie fand allerdings keinen allzu großen Anklang, und so empfahl der damalige art director bei Dupuis, Maurice Rosy, dem Remacles Faible für Piratenkarikaturen aufgefallen war, er solle es mal mit einem Seeräubercomic versuchen. 1958 startete Remacle somit, wiederum in Spirou, seine bekannteste Serie Le Vieux Nick, 1967 ab Band 11 erweitert zu Le Vieux Nick et Barbe-Noire. Diese Titelergänzung reflektiert die wachsende Bedeutung von Nicks hauptsächlichem Gegenspieler, dem Piraten Barbe-Noire („Schwarzbart“), der erstmals im vierten Abenteuer in Erscheinung trat. Dementsprechend wurde auch in Deutschland die Serie ab 1966 zunächst als „Old Nick“ publiziert, später aber vor allem als Schwarzbart der Pirat bzw. als Pirat Schwarzbart und Old Nick bekannt.
Von 1964 bis 1967 zeichnete Remacle außerdem drei Alben um Hultrasson le viking, dt. als Winni der Wikinger bei Kauka und Jolle der Wikinger bei Bastei erschienen. Ein viertes und letztes Album um Hultrasson stammte nicht mehr von ihm.
Die Seeräuber-Serie um Old Nick und Schwarzbart zeichnete und textete Remacle hingegen bis zum Erreichen des Rentenalters, es sind 26 Alben bei Dupuis erschienen, dazu zahlreiche Kurzgeschichten. Eine letzte albumlange Episode, La Baleine jaune („Der gelbe Wal“), wurde 1990 nur noch im Spirou-Magazin veröffentlicht.